# Ronald Firbank

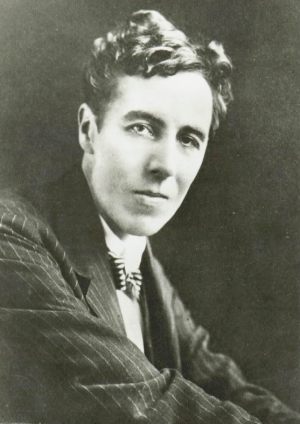
Ronald Firbank, ok. 1917 r.

Arthur Annesley Ronald Firbank (ur. 17 stycznia 1886 w Londynie, zm. 21 maja 1926 w Rzymie) – angielski podróżnik i pisarz: prozaik i dramaturg, czołowy przedstawiciel estetyki camp.
Za najsłynniejszą powieść Firbanka uchodzi Valmouth z 1918. W Polsce pisarz znany jest dzięki powieści Zdeptany kwiatuszek (The Flower Beneath The Foot) z 1923, przetłumaczonej przez Andrzeja Sosnowskiego i wydanej w 1998. W 2009 wydano w Polsce książkę Studium temperamentu, która zawiera wybór juweniliów Firbanka i zbiór anegdot (Sceny z życia Ronalda Firbanka, na podstawie Firbankiana, 1989) autorstwa jego przyjaciół i znajomych, w przekładzie Grzegorza Jankowicza i Andrzeja Sosnowskiego.
Był osobą homoseksualną.